# Blue note

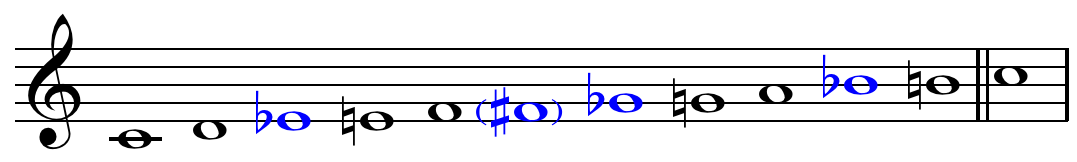
Blue noty (modře): ♭3, (♯4)/♭5, ♭7

Blue note (česky modrá nota) je v jazzu a v blues termín, který označuje tón úmyslně zahraný v jiném ladění, než zbytek skladby, aby vytvořil určité napětí. Obvykle jde o záměnu čtvrttónu za půltón, existují však odlišnosti podle žánrů a jednotlivých hudebníků.